# قتاد البحر الميت
قَتَاد البحر الميت أو القتاد السيبري (باللاتينية: Astragalus sieberi) (نسبة إلى عالم النبات سيبر) نوع نباتي عشبي من جنس القتاد.

## أسماء أخرى
- خناصر العروس
- أصابع العروس

## البيئة والانتشار
موطنه بلاد الشام وسيناء ومصر حيث ينتشر في غور الأردن من شمال البحر الميت إلى سيناء.